# Леопольд Стоковський
Леопо́льд Антоний Стоко́вський пол. Leopold Anthony Stokowski (18 квітня 1882, Лондон — 13 вересня 1977) — англо-американський диригент і органіст польського походження.

## Біографія
Народився 18 квітня 1882 року в Лондоні, був онуком Леопольда Стоковського (помер 13 січня 1879 року), ймовірно, з Любліна, політичного біженця після повстання 1848 року.
У 1890 р. в Лондоні розпочав брати приватні уроки гри на скрипці і фортепіано. 3 січня 1896 Леопольд склав іспити у Королівський коледж музики в Лондоні; там він навчався під керівництвом В. С. Хойтея по класу органа. Одночасно вивчав композицію у К. Перрі і К. Стенфорда, а також диригентство у Х. Девіса. Диплом про закінчення Королівського коледжу музики отримав 1900 року. З 1900 р. керував заснованим ним хором при Церкві св. Марії на Чарінг-Кросс-роуд у Лондоні. Влітку 1905 року виїхав до США, де 7 вересня став органістом і диригентом хору при церкві св. Варфоломія в Нью-Йорку. Відразу після свого диригентського дебюту у Парижі (1908) був запрошений очолити Симфонічний оркестр Цинциннаті (США). В 1912—1938 роках керував Філадельфійським оркестром. На цьому посту приділяв велику увагу новій музиці; провів світові й американські прем'єри ряду творів С. Рахманінова, Малера, Вареза, Стравінського, Шостаковича та інших композиторів.
Після 1938 року очолював різні оркестри, зокрема Нью-Йоркський філармонічний оркестр (1949—1950), Х'юстонський симфонічний оркестр, а також сформований спеціально для нього Американський симфонічний оркестр у Нью-Йорку. У 1972 повернувся в Англію, у 1975 році відбувся його останній публічний виступ.
Стоковський користувався майже безпрецедентною, як для симфонічного диригента популярністю, однак часто зазнавав критики за недостатню вимогливість у виборі шляхів, що ведуть до успіху в широкої публіки, за схильність «корегувати» класичні партитури, за надмірно пишні оркестрові обробки Баха та інших. Інтерес до акустики іноді примушував Стоковського розсаджувати музикантів нетрадиційним способом. Також брав участь у створенні декількох кінофільмів, у тому числі Фантазії Волта Діснея (1940).